# Olavus Wold
Olavus Wold, född 19 april 1871 i Sverige, död 7 mars 1910 i Iowa (tågolycka)
var en svensk översättare som översatt Rudyard Kipling, främst dikten Brookland road ur boken Rewards and Fairies, översatt till  Brooklandsvägen som även är tonsatt av poeten Dan Andersson.